# Adrados
Adrados – gmina w Hiszpanii, w prowincji Segowia, w Kastylii i León, o powierzchni 18,19 km². W 2011 roku gmina liczyła 170 mieszkańców.